# Proteste gegen die Eröffnung des Neubaus der Europäischen Zentralbank

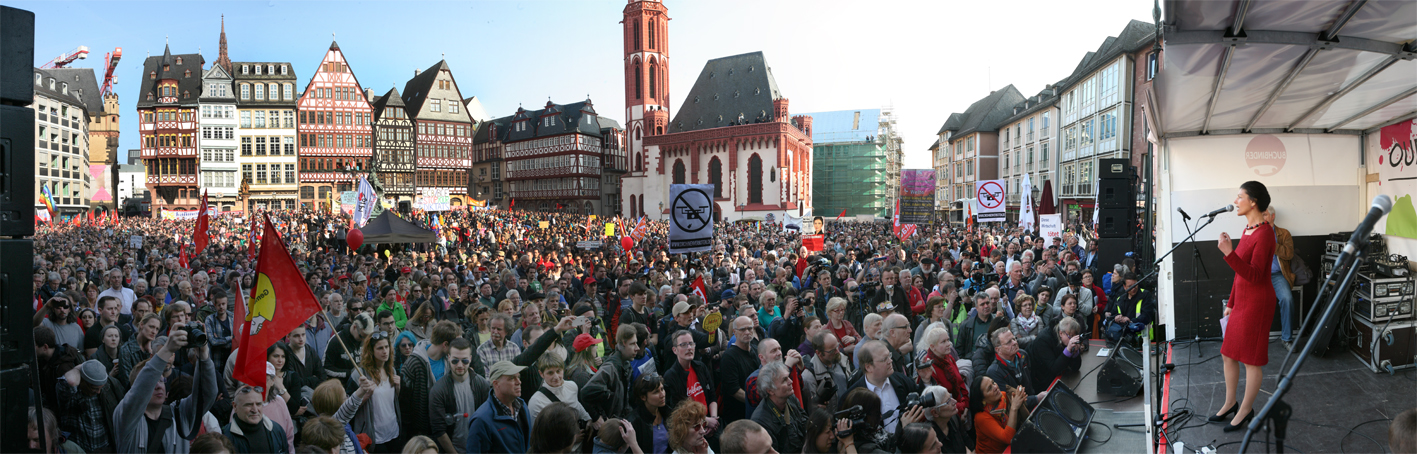
Kundgebung auf dem Frankfurter Römerberg, am Mikrofon Sahra Wagenknecht (18. März 2015)

Die Proteste gegen die Eröffnung des Neubaus der Europäischen Zentralbank am 18. März 2015 in Frankfurt am Main waren im Wesentlichen durch das linkspolitische Bündnis Blockupy initiiert und wurden von schweren Ausschreitungen einiger Hundert militanter Demonstranten begleitet, bei denen mindestens 150 Personen verletzt wurden. 26 Demonstranten wurden festgenommen. Eine am selben Tag stattfindende Demonstration auf dem Römerberg mit 17.000 bis 20.000 Teilnehmern verlief hingegen friedlich. Blockupy hatte bereits 2012 und 2013 Aktionstage am Eurotower mit dem Ziel durchgeführt, das Tagesgeschäft der Europäischen Zentralbank (EZB) in Frankfurt am Main zu stören und gegen die europäische Finanzpolitik, insbesondere die Austeritätspolitik der Troika im Hinblick auf die Eurokrise und die griechische Staatsschuldenkrise zu protestieren.

## Vorgeschichte

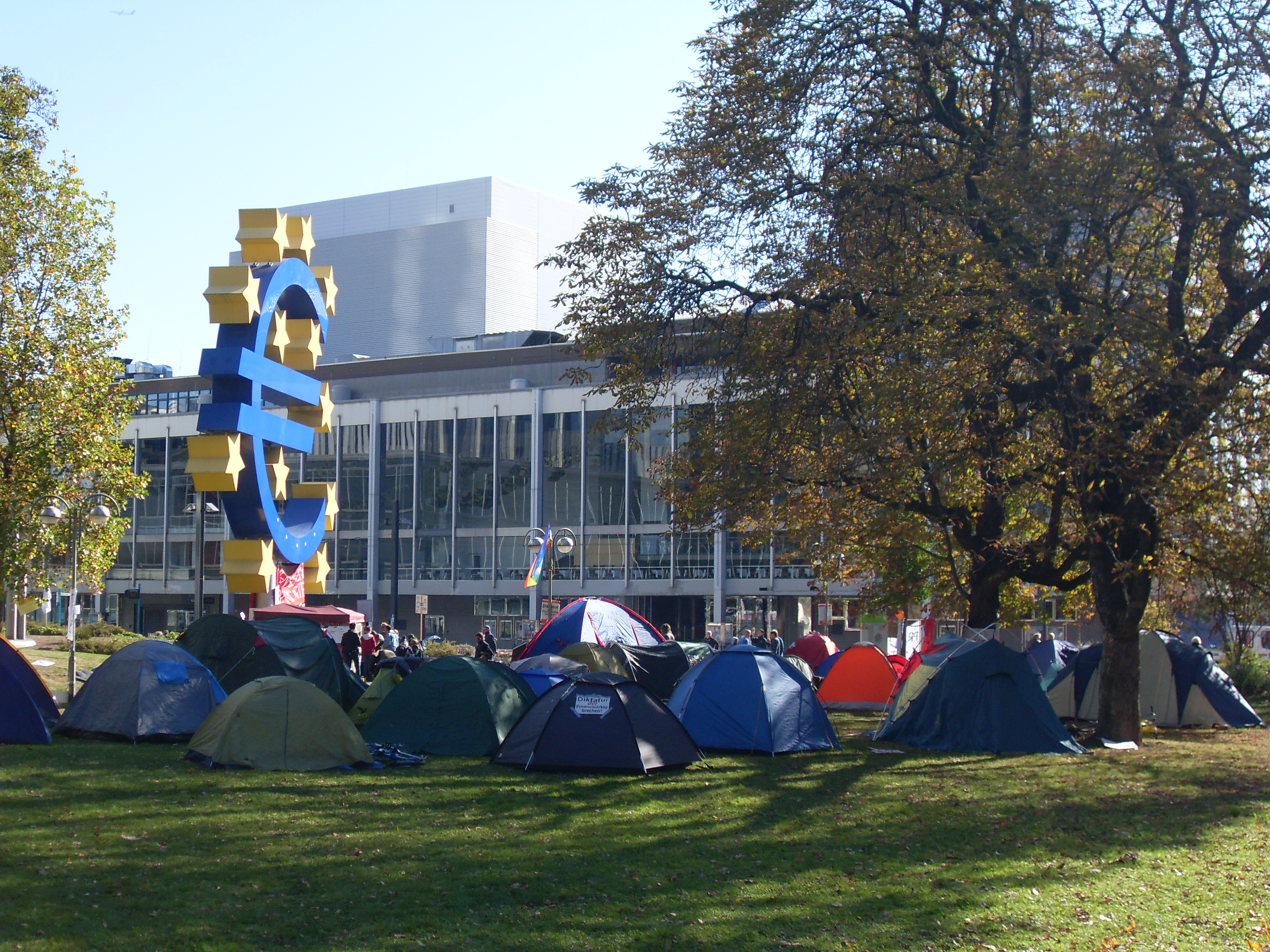
Zeltende Demonstranten auf dem Platz vor dem damaligen Sitz der EZB im Oktober 2011

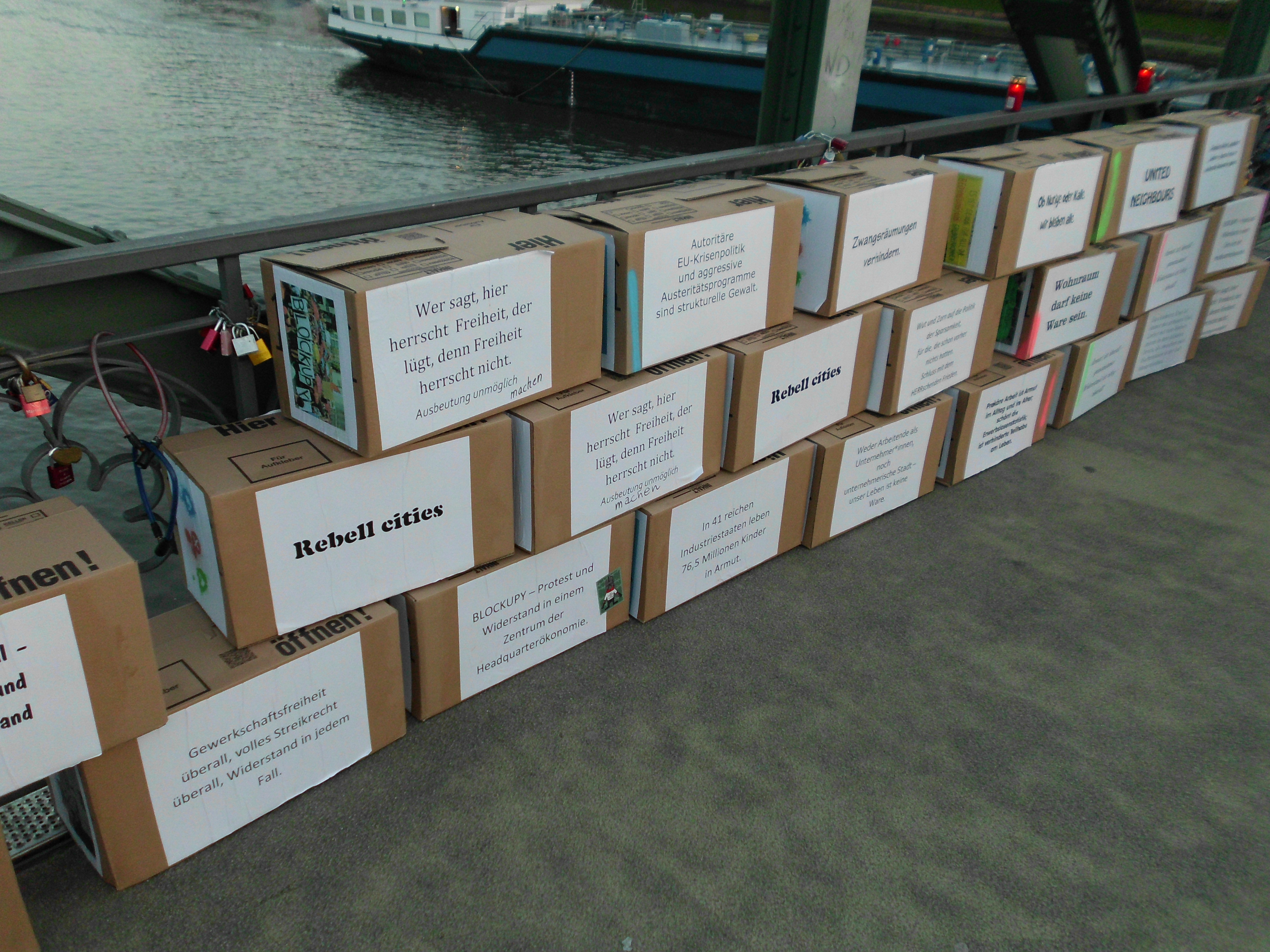
Beschriftete Umzugskartons prangern die Folgen der EZB-Politik an, hier am Eisernen Steg.

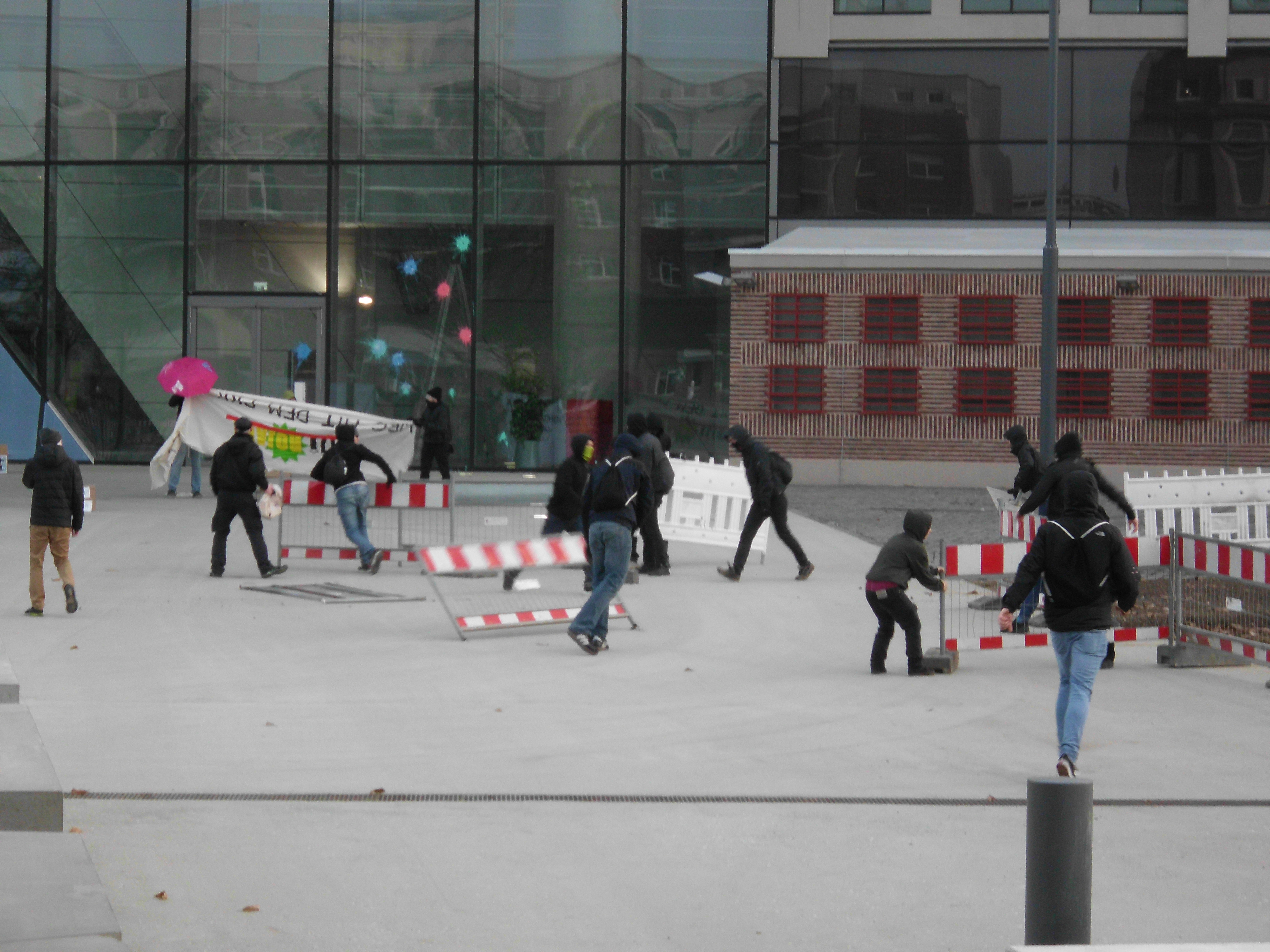
Demonstranten überwanden die Absperrungen und bewarfen den EZB-Neubau mit Farbbeuteln.

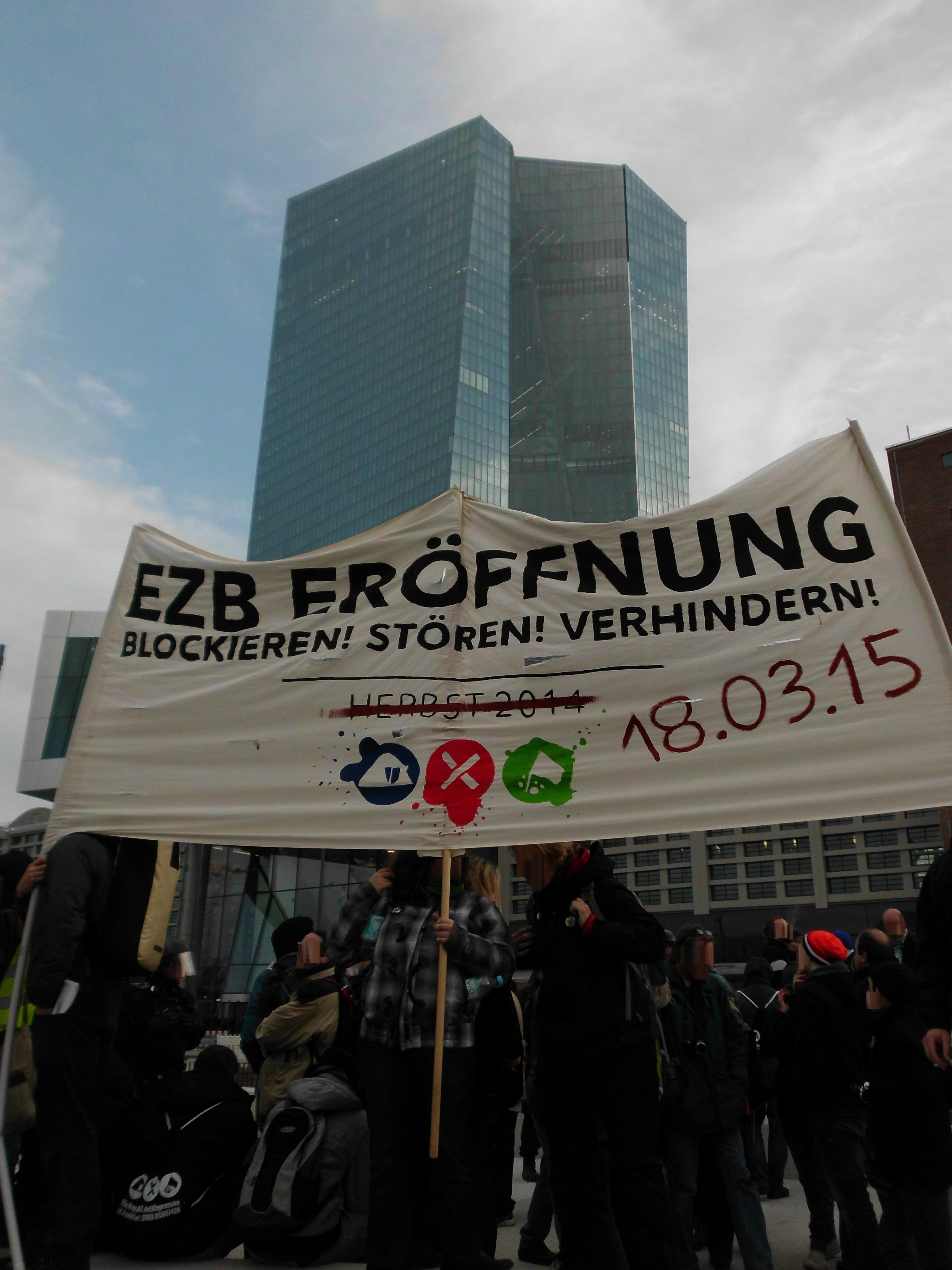
Die Demonstration im Herbst 2014 diente auch als Mobilisierung für die größer angedachten Proteste gegen die offizielle EZB-Eröffnung im März 2015.

### Antikapitalistische Demonstrationen in Frankfurt ab 2011
Frankfurt war ab 2011 zum Zentrum der Deutschen Occupy-Bewegung geworden. Vor der damaligen EZB-Zentrale befand sich für ein Dreivierteljahr ein Protestcamp.
Im Rahmen eines europäischen Aktionstages gegen Kapitalismus fand am 31. März 2012 auch eine Demonstration in Frankfurt statt, die zur Baustelle des Neubaus der EZB führen sollte. Bereits zu Beginn der Demonstration, an der nach unterschiedlichen Zählungen zwischen 4.000 (Polizei) und 6.000 (Veranstalter) Menschen teilnahmen, kam es zu Ausschreitungen. So wurde unter anderem das auf der Wegstrecke gelegene EZB-Gebäude und eine Polizeiwache durch Farbbeutel und Steinwürfe beschädigt. Nachdem die Polizei rund 100 Teilnehmer durch einen Kessel vom Rest der Demonstration abgetrennt hatte, wurde die Demonstration vorzeitig aufgelöst. Im Anschluss gab es bis tief in die Nacht Auseinandersetzungen zwischen Demonstranten und der Polizei sowie Sachbeschädigungen und Brandstiftungen im Stadtgebiet. Die Polizei schätzte den entstandenen Sachschaden auf eine Million Euro.
Im Frühjahr 2012 sowie ein Jahr darauf veranstaltete das Blockupy-Bündnis mehrere Aktionstage in Frankfurt. Blockupy war aus Teilen der Occupy-Bewegung entstanden.

### Proteste zum Umzug der EZB im Herbst 2014
Vor der Eröffnung des Neubaus der Europäischen Zentralbank, die für den Herbst 2014 geplant, im Juni aber auf 2015 verschoben wurde, rief das Blockupy-Bündnis ab Ende März 2014 nach dem Vorbild einer Aktionsform der Startbahn-West-Gegner in den 1980er Jahren zu sogenannten monatlichen „Zaunspaziergängen“ an der Baustelle des Neubaus in Frankfurt auf.
Vom 20. bis 23. November 2014 organisierte Blockupy in Frankfurt am Main ein „Festival“ mit Podiumsdiskussionen und Arbeitsgruppen zu Themen etwa der internationalen Vernetzung von „Gegenmacht“ und um die Zukunft sozialer Infrastruktur in Europa. Nachdem die Europäische Zentralbank etwa zeitgleich ihren Neubau bezogen hatte, demonstrierten am 22. November 2014 etwa 2000 Blockupy-Anhänger mit einem Protestzug aus der Frankfurter Innenstadt zum EZB-Gelände -
unter dem Motto „Umzug zur neuen EZB – wir packen mit an!“. Dementsprechend trugen zahlreiche Demonstranten beschriftete Umzugskartons, deren Aufschriften die Folgen der Politik der EZB thematisierten; aus den Lautsprechern tönte es „Wir sind hier, um der EZB ihren Müll zurückzubringen“.
Die Kartons waren in den Tagen zuvor bereits an verschiedenen Orten der Frankfurter Innenstadt gezeigt worden. Die Demonstration diente zugleich als Mobilisierung für die größer angedachten Proteste gegen die offizielle Eröffnung, die auf März 2015 verschoben worden war.
Am Nachmittag drangen etwa 100 Aktivisten gewaltsam auf das mit einem provisorischen Bauzaun gesicherte Grundstück vor und bewarfen das Eingangsportal mit Farbbeuteln. Die Polizei setzte Pfefferspray ein, um das EZB-Gelände wieder zu räumen. Bei den Auseinandersetzungen wurden nach Angaben der Polizei neun Beamte verletzt, Blockupy sprach von 20 verletzten Demonstranten.

### Vor den Protesten 2015
Am 18. Januar 2015 trafen sich etwa 200 Blockupy-Vertreter aus verschiedenen europäischen Ländern in Frankfurt und kündigten an, die geplante Eröffnungsfeier des EZB-Neubaus am 18. März 2015 mittels friedlicher Sitz-, Steh- und Tanzblockaden zu stören und den Stadtverkehr nach Möglichkeit lahmzulegen. Für den Nachmittag wurde zu einer Kundgebung gegen die Krisenpolitik der Troika mit anschließender Demonstration aufgerufen. Von den ursprünglich angemeldeten zwei Demonstrationszügen hatte die Stadt aus Sicherheitsgründen einen verboten.
Auch auf rechtsextremen Webseiten gab es Aufrufe zur Teilnahme, denen Folge geleistet wurde. „Scharmützel“ zwischen linken Demonstranten und Angehörigen der Autonomen Nationalisten wurden beobachtet. Der Verfassungsschutz prüft, ob Rechtsextreme an Gewalttaten in Frankfurt beteiligt waren.
Die EZB entschied im Februar 2015, zur offiziellen Eröffnungsfeier im Rahmen einer Sitzung des EZB-Rates nur knapp 100 Gäste einzuladen. Politiker und Journalisten kritisierten die EZB, weil sie aus Sicherheitsgründen dazu lediglich Agenturjournalisten und Reporter des Hessischen Rundfunks zugelassen hatte, nicht aber Pressevertreter. Wegen der erwarteten Blockaden riet die EZB ihren Mitarbeitern, an diesem Tag von zu Hause aus zu arbeiten.

## Verlauf

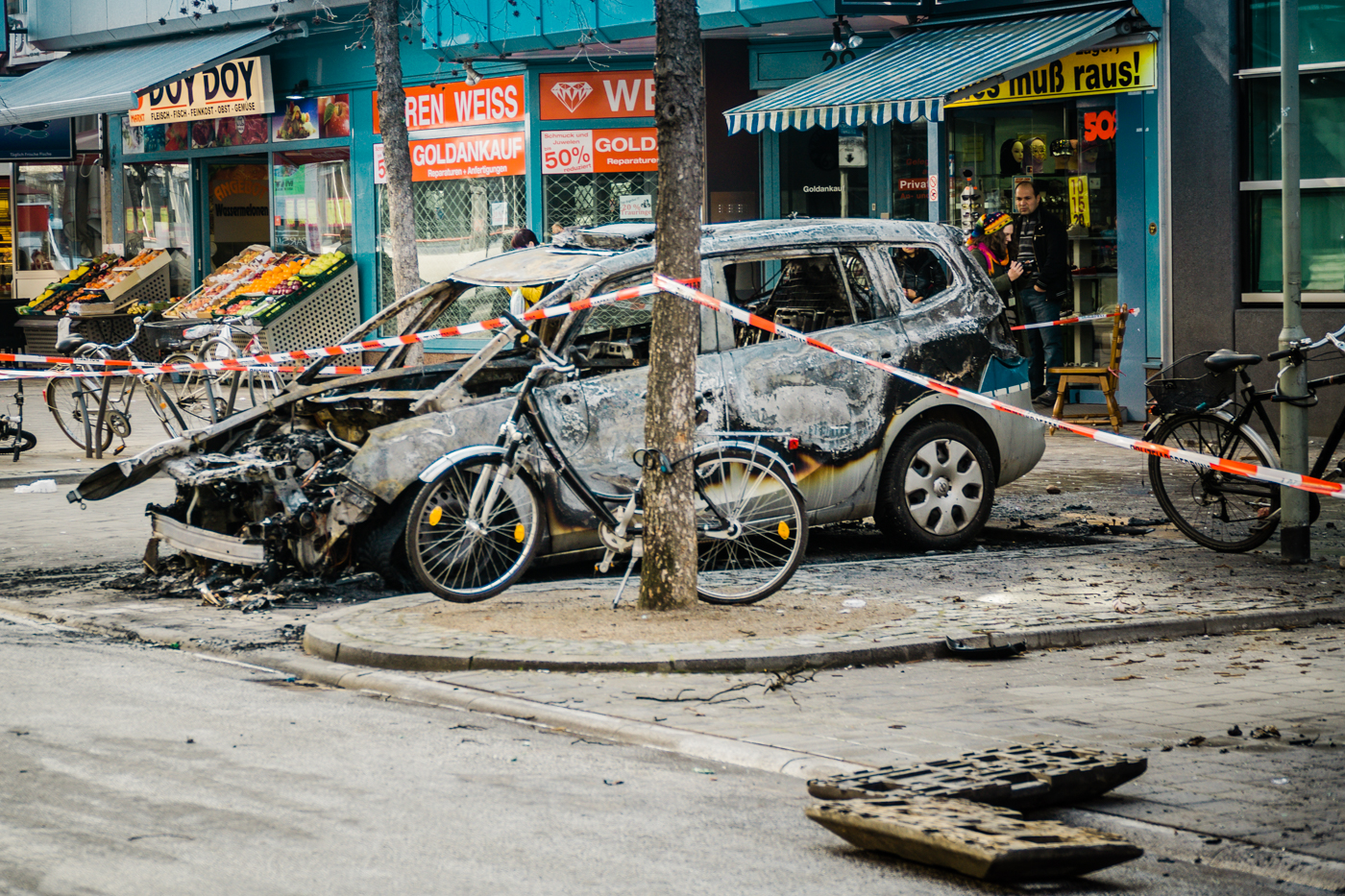
Ausgebrannter Einsatzwagen der Polizei (18. März 2015)

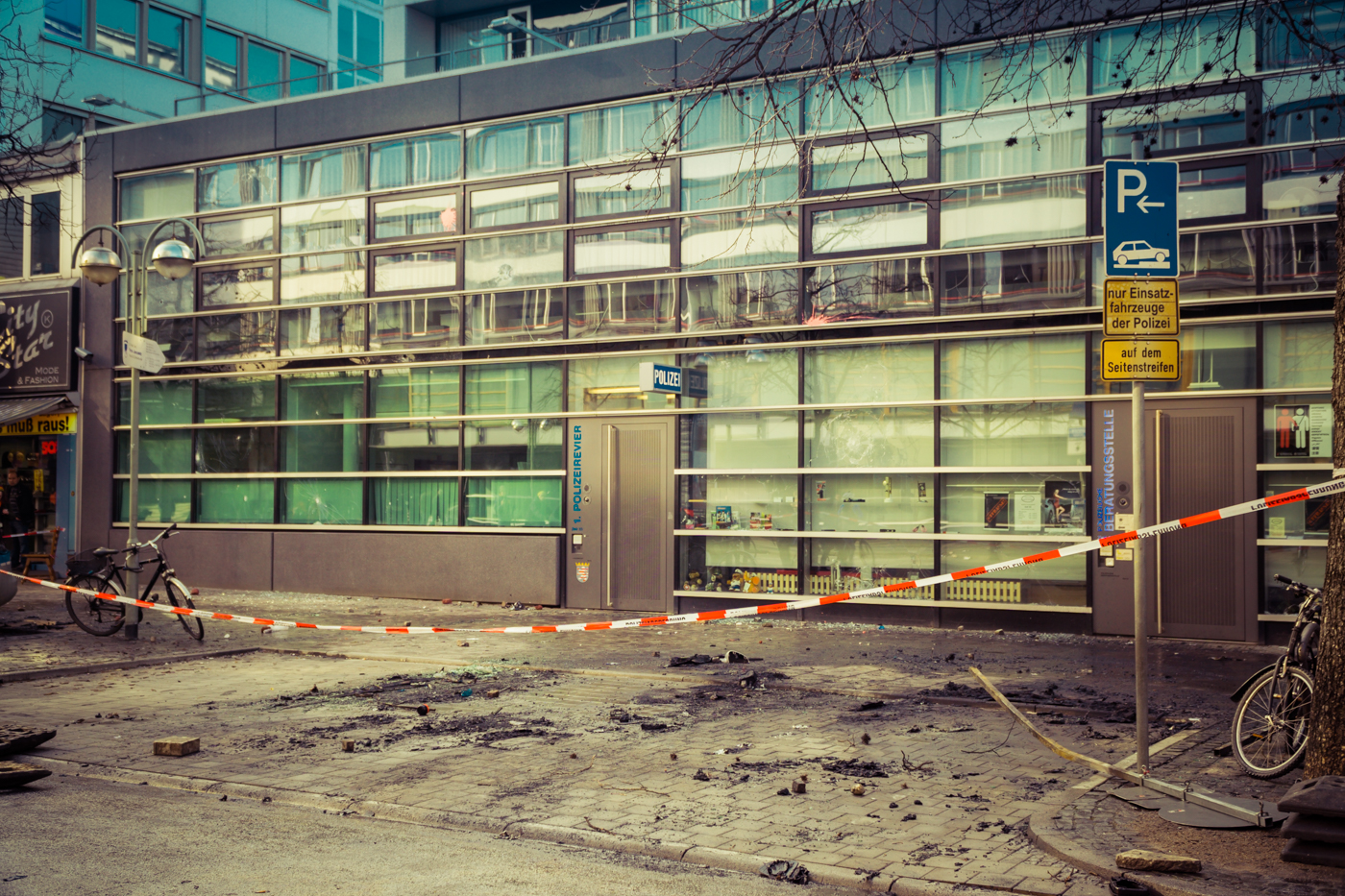
Schäden durch Angriff auf das Erste Polizeirevier in Frankfurt (18. März 2015)

Bereits am Vorabend sowie am frühen Morgen des Protesttags kam es in verschiedenen Frankfurter Stadtteilen zu gewalttätigen Ausschreitungen und zu Sachbeschädigungen. Nach Angaben von Blockupy zogen rund 6000 Demonstranten in kleinen Gruppen durch die Stadt, darunter rund 1000 aus dem Ausland. Die Polizei hatte schon einige Tage vorher rund um die EZB im Frankfurter Ostend umfangreiche Absperrungen unter Zuhilfenahme von NATO-Draht errichtet und Wasserwerfer aus dem gesamten Bundesgebiet postiert. Ein Großteil des Autoverkehrs im Ostend, sowie eine Straßenbahnlinie mussten umgeleitet werden. Unter den eingesetzten etwa 10.000 Polizisten waren nach verschiedenen Presseberichten auch Mitglieder der GSG 9 der Bundespolizei.
Demonstranten setzten Müllcontainer und mehrere Polizeiautos in Brand und beschädigten etliche Geschäfte und öffentliche Gebäude durch Farbe und Steinwürfe. Auch bei der Feuerwehr, den Verkehrsbetrieben und bei Unbeteiligten gab es Sachschäden und Verletzte. Der Polizeipräsident erwartete einen Schaden in Millionenhöhe. Die Polizei reagierte ihrerseits mit dem Einsatz von Schlagstöcken, Wasserwerfern, Pfefferspray und Reizgas-Granaten. Die Buslinien, eine U-Bahn-Strecke sowie der Straßenbahnverkehr in der gesamten Stadt wurden eingestellt.
Am Nachmittag beteiligten sich rund 8.500 Menschen an einer Kundgebung auf dem Römerberg, zu der ein breites Bündnis einschließlich der Gewerkschaften aufgerufen hatte. Als Redner traten dort u. a. Sahra Wagenknecht von der Partei Die Linke, die Globalisierungskritikerin Naomi Klein, der Kabarettist Urban Priol, Giorgios Chondros von der griechischen Regierungspartei Syriza sowie Miguel Urbán von der spanischen Partei Podemos auf. An dem anschließenden Aufzug durch die Frankfurter Innenstadt nahmen etwa 17.000 bis 20.000 Personen teil. Er verlief weitgehend friedlich.

## Bewertung und Zusammenfassung
Während einige Organisatoren und Vertreter der Blockupy-Bewegung die Gewalt bedauerten, distanzierten sich andere ausdrücklich nicht davon und wiesen der Polizei die Schuld an der Eskalation zu. Neben anderen Politikern kritisierte auch Bundesinnenminister Thomas de Maizière die Gewalt von Teilen der Demonstranten und drohte mit „der vollen Härte des Rechtsstaats“. Das Komitee für Grundrechte und Demokratie stellte in einer Demonstrationsbeobachtung zum 18. März 2015 fest, dass Teile der Demonstranten durch Gewaltanwendung den Aktionskonsens von Blockupy gebrochen und als Minderheit die Medienberichterstattung dominiert hätten. Die Polizei sei diesen Gruppen nicht ausreichend entgegengetreten: Brennende Barrikaden und Autos seien nicht gelöscht worden, Rauch und Geruch damit erhalten geblieben, so dass der Eindruck gewalttätiger Unruhen gegenüber der Presse noch verstärkt worden sei. Der Polizeiforscher Rafael Behr sah die gewalttätigen Proteste als „ritualisiert“ und „vorhersehbar“ an und bestritt, dass es sich um „eine neue Qualität der Gewalt“ gehandelt habe. Bei entsprechenden Äußerungen der Deutschen Polizeigewerkschaft ginge es darum, eigene Mitglieder zu halten. Das Niveau der Gewalt bei den Protesten gegen den Bau der Startbahn West während der 1970er und 1980er Jahre sei nicht mehr erreicht worden.
Über die Zahl der Verletzten gab es unterschiedliche Angaben. Die Polizei gab 150, davon zwei Schwerverletzte, an, die Presse über 200, bis hin zu 350. Es handelte sich überwiegend um Demonstranten und Polizisten. Über 4000 Personen waren nach Angaben der Polizei an den Ausschreitungen beteiligt. 525 Menschen wurden erkennungsdienstlich behandelt, 26 Personen vorübergehend festgenommen. Gegen einen italienischen Demonstranten wurde Untersuchungshaft angeordnet. Am 2. Juni 2015 verurteilte ihn das Amtsgericht Frankfurt wegen schweren Landfriedensbruchs und versuchter schwerer Körperverletzung zu 14 Monaten Freiheitsstrafe auf Bewährung.
Bis zum April 2017 wurden von den ursprünglich 675 Ermittlungsverfahren gegen Demonstranten 645 eingestellt. Sechs Angeklagte wurden zu Freiheitsstrafen auf Bewährung von bis zu einem Jahr und neun Monaten verurteilt. 14 weitere Personen wurden mittels Strafbefehlen zu Geldstrafen verurteilt. Der hessische Innenminister Peter Beuth gab an, beim Polizeieinsatz habe die Gefahrenabwehr, nicht die Strafverfolgung, im Vordergrund gestanden. Der angerichtete Sachschaden wurde vom hessischen Landtagsabgeordneten Marius Weiß mit 1,6 Millionen Euro angegeben.